# Harika Dronavalli
Harika Dronavalli, född 12 januari 1991 i Gorantla i Guntur-distriktet  i delstaten Andhra Pradesh i Indien, är en indisk schackspelare och stormästare (GM). Hon blev Indiens andra kvinnliga stormästare, efter  Humpy Koneru 2011.
Hon har vunnit bronsmedalj i Världsmästerskapet i schack för damer såväl 2012, 2015 som 2017.
2016 vann hon FIDE:s Grand Prix för damer 2015–16 och klättrade i FIDE:s damranking från 11:e till 5:e plats.

## Schackkarriär[3][4]
Dronavalli var intresserad av schack redan som riktigt liten. I indiska mästerskapet för barn under 9 år vann hon medalj, något som hon följde upp med silvermedalj i mästerskapet för flickor under 10 år i Spanien.
12 år gammal blev hon silvermedaljör i Brittiska mästerskapet för damer (2003). Hon skulle senare vinna guld i Brittiska mästerskapet 2006, 2007 och 2010 och ännu en silvermedalj 2011. 2003 tog hon också silver i Asiatiska mästerskapet för damer och tog en individuell guldmedalj vid fjärde bordet i lagtävlingen för Asiatiska lagmästerskapet för damer, där Indien erövrade brons.
2009 spelade Dronavalli vid bord 1 i Asiatiska lagmästerskapet för damer. Där vann hon individuellt guld och laget erövrade silvermedalj. Vid Asiatiska lagmästerskapet 2012 erövrade laget bronsmedalj, men Dronavalli blev utan individuell medalj. Vid Asiatiska lagmästerskapet 2014 vann åter Dronavalli individuellt guld och det indiska laget erövrade silver.
I Asiatiska mästerskapet för damer vann Dronavalli guldmedalj 2011.
Vid Världsmästerskapet för damlag 2015 spelade Dronavalli vid bord 2 och erövrade en individuell silvermedalj. Det indiska laget slutade på en fjärdeplats.
2012 vann Dronavalli sin första medalj i Världsmästerskapet i schack för damer, då hon kom på tredje plats. Hon förlorade där semifinalen mot bulgariskan Antoaneta Stefanova med ½-1½.  Vid mästerskapsturneringen 2015 gick hon också till semifinal, där hon förlorade mot ukrainskan Maria Muzychuk med 2½-3½.  Också vid världsmästerskapsturneringen 2017 blev det bronsmedalj för Dronavalli. Här förlorade hon en hård kamp om finalplatsen mot blivande världsmästarinnan Tan Zhongyi med 4-5 i poäng.
Dronavalli har deltagit i alla schackolympiader mellan 2004 och 2014. 2004 spelade hon på bord 3 och nådde resultatet 50 procent med 9 remier. Indiska laget slutade på nionde plats. 2006 spelade hon på bord 2 och nådde 54,2 vinstprocent. Då slutade laget på en tolfteplats. 2008 spelade hon för första gången vid bord 1 och nådde 50 procent med 2 vinster, 6 remier och 2 förluster. Indien slutade på 15:e plats. Vid första bord 2010 nådde Dronavalli 65 i vinstprocent, med 5 vinster, 3 remier och 2 förluster. Det indiska laget slutade på 17:e plats.
Vid Schackolympiaden 2012 nådde Indien sitt bästa resultat någonsin. Då slutade laget på en fjärdeplats och Dronavalli var klart bidragande till det goda resultatet. Hennes resultat blev 70 procent, med 4 vinster, 6 remier och ingen förlust. Individuellt slutade hon på en femteplats vid bord 1.
Vid Schackolympiaden 2014 nådde Dronavalli 75,0 i vinstprocent, via 5 vinster, 5 remier och ingen förlust. Det indiska laget slutade på 10:e plats.